# Roger Sherman
Roger Sherman (Newton, 19 aprile 1721 – New Haven, 23 luglio 1793) è stato un avvocato, politico e diplomatico statunitense, considerato uno dei padri fondatori della nazione.

## Biografia
Nacque a Newton, paese prossimo alla città di Boston, ma si trasferì nel 1723 con la famiglia a Stoughton. Le origini umili dei genitori non gli permisero di frequentare gli studi, e da giovane si impratichì come calzolaio. La conoscenza con il reverendo della locale chiesa gli permise comunque di crearsi una cultura autodidatta.
Nel 1743, alla morte del padre, si trasferì con il fratello a New Milford, nel Connecticut, dove aprì il primo negozio della città. Il rapido successo, e la conseguente agiatezza, portarono Sherman ad approfondire i suoi studi, dedicandosi alla matematica. Diventato segretario della città, venne ammesso, nonostante non possedesse alcun titolo di studio, nel collegio degli avvocati della città di Litchfield. Nel 1755 venne scelto come rappresentante di New Milford alla Camera dei rappresentanti dello Stato, e nel 1766 venne eletto al Senato del Connecticut, dove mantenne la carica fino al 1785.
Durante lo svolgimento del secondo congresso continentale del 1775, venne prescelto con John Adams, Benjamin Franklin, Thomas Jefferson e Robert R. Livingston per formare la Commissione dei Cinque, che diede forma alla Dichiarazione d'indipendenza degli Stati Uniti d'America. Membro della Massoneria, fu il principale ideatore del Compromesso del Connecticut, che definì la modalità di rappresentanza degli stati alla Camera ed al Senato degli Stati Uniti.